# Noyal-sous-Bazouges
Noyal-sous-Bazouges (tiếng Breton: Noal-Bazeleg) là một xã của tỉnh Ille-et-Vilaine, thuộc vùng Bretagne, miền tây bắc nước Pháp.

## Dân số
Người dân ở Noyal-sous-Bazouges được gọi là Noyalais.
| Năm | 1962 | 1968 | 1975 | 1982 | 1990 | 1999 |
| --- | ---- | ---- | ---- | ---- | ---- | ---- |
| Dân số | 468  | 520  | 502  | 447  | 378  | 379  |
| From the year 1962 on: No double counting—residents of multiple communes (e.g. students and military personnel) are counted only once. |      |      |      |      |      |      |